# NextEra Energy Resources
NextEra Energy Resources est un fournisseur d'énergie américain basé à Juno Beach, en Floride. C'est une filiale de Nextera Energy, Inc (NYSE: NEE), anciennement connu sous le nom de FPL group, la holding de Florida Power & Light. Avant 2009, NextEra Energy Resources était connu sous le nom FPL Energy.
Nextera possède et exploite diverses installations de production d'électricité aux États-Unis, ainsi qu'au Québec et en Nouvelle-Écosse au Canada, avec une puissance nominale totale de 17 174,5 MW. Elle dispose de 6 639 MW généré à partir du gaz naturel, 6 610 MW éoliens et 2 551 MW de nucléaire (installations de FPL en Floride, y compris sa quote-part de la centrale de Scherer en Géorgie, qui sont la propriété directe de Florida Power & Light.)

## Centrales au gaz
NextEra Energy est propriétaire ou copropriétaire de 13 centrales électriques fonctionnant au gaz naturel dans 10 États des États-Unis. Les plus grandes de ces installations sont le Forney Energy Center situé à Forney au Texas avec une puissance nominale de 1 792 MW, le Lamar Energy Center à Paris (Texas) avrc 1 000 MW, et le Calhoun Energy Center à Eastaboga, en Alabama avec 668 MW.

## Centrales éoliennes
NextEra Energy est actuellement le plus important propriétaire et exploitant d'éoliennes aux États-Unis, et le deuxième au monde après Iberdrola. Au 30 septembre 2009, NextEra Energy, à travers ses filiales, exploitait 68 parcs éoliens répartis dans 16 États et deux provinces canadiennes, avec une puissance nominale de 6 610 mégawatts. Elle possède et exploite la ferme éolienne de Horse Hollow dans le comté de Taylor au Texas, le deuxième parc éolien aux États-Unis. En 2008, Nextera représentaient environ 25 % des éoliennes installées aux États-Unis. Google Energy est un investisseur et un client de Nextera, après avoir investi 38,8 millions de dollars dans deux sites dans le Dakota du Nord, et a conclu un accord d'achat de 100 MW à un taux fixe pour 20 ans,,.
Parcs éoliens notables de NextEra Energy :
- Horse Hollow Wind Energy Center
- Ferme éolienne de Capricorn Ridge
- Peetz Table Wind Energy Center

En 2022, des parcs éoliens de sa filiale ESI Energy sont condamnés pour la mort de plus de 150 aigles aux États-Unis. L’entreprise américaine a plaidé coupable pour la mort d’aigles royaux et de pygargues à tête blanche percutés par les pales de ses éoliennes. Elle est condamnée à payer huit millions de dollars pour ces morts documentées dans des installations particulières du Wyoming et du Nouveau-Mexique, où elle n’avait pas demandé les permis nécessaires. Elle est également soumise à cinq ans de probation, période au cours desquels elle doit mettre en place un plan de gestion des aigles.

## Centrale nucléaire
Nextera est également actionnaire majoritaire et exploitant de la centrale nucléaire de Seabrook. Le 27 janvier 2006, FPL Energy a conclu la vente de ses 70 % de la centrale nucléaire Duane Arnold, située dans l'Iowa . Le 1er octobre 2007, FPL a acheté la centrale nucléaire de Point Beach au nord de Two Rivers, au Wisconsin, à Wisconsin Energy Corporation, de Milwaukee, pour 924 millions de dollars.

## Centrale solaire
NextEra Energy est copropriétaire de la centrale solaire SEGS, l'une des plus grandes centrales solaire au monde.